# اپیک ایر
اپیک ایر (به انگلیسی: Epic Air) یک شرکت هواپیمایی ارزان‌قیمت بنگلادشی است که در تاریخ ۲۰۱۴ میلادی تأسیس شده‌است.